# Jeff Hamilton (musicista)
Jeff Hamilton (Richmond, 4 agosto 1953) è un batterista statunitense di musica jazz.

## Biografia
Jeff Hamilton ha frequentato l'Università dell'Indiana. All'inizio della sua carriera, dopo una breve collaborazione con Lionel Hampton, ha suonato nella formazione di Tommy Dorsey. Dal 1975 al 1977 è stato membro del trio di Monty Alexander e in seguito, dal 1977 al 1978, dell'orchestra di Woody Herman. Ha fatto parte dei L.A. 4, con i quali ha realizzato sei album. Attualmente è co-leader della Clayton-Hamilton Jazz Orchestra, con Jeff Clayton e il contrabbassista John Clayton. Conduce anche un suo trio, con Christoph Luty al basso e Tamir Hendelman al pianoforte.
Hamilton ha lavorato tra i tanti con Ella Fitzgerald, Rosemary Clooney, la Count Basie Orchestra, Oscar Peterson, Ray Brown. Ha accompagnato Diana Krall in un tour mondiale (immortalato dall'album e dal DVD Live in Paris) e ha suonato in molti dei suoi album.

## Discografia

### Come leader
- 1992 - Indiana
- 1994 - It's Hamilton Time
- 1996 - Live!
- 1997 - Dynavibes
- 2000 - Hamilton House: Live at Steamers
- 2002 - Hands On
- 2004 - The Best Things Happen
- 2006 - From Studio 4, Cologne, Germany
- 2009 - Symbiosis
- 2012 - Red Sparkle
- 2à12 - Time Passes On
- 2013 - The L.A. Session

Con i L.A. 4
- 1978 - Just Friends
- 1978 - Watch What Happens
- 1979 - Live at Montreux
- 1980 - Zaca
- 1981 - Montage
- 1982 - Executive Suite

### Come sideman
Con Monty Alexander
- 1977 - Live in Holland
- 1979 - Facets
- 1983 - Reunion in Europe
- 1986 - Li'l Darlin'

Con Ray Brown
- 1979 - Live at the Concord Jazz Festival
- 1988 - Bam Bam Bam
- 1988 - Summer Wind: Live at the Loa
- 1989 - Black Orpheus
- 1991 - Georgia on My Mind
- 1991 - Three Dimensional
- 1994 - Don't Get Sassy

Con Diana Krall
- 1993 - Stepping Out
- 1999 - When I Look in Your Eyes
- 2001 - The Look of Love
- 2002 - Live in Paris
- 2006 - From This Moment On
- 2009 - Quiet Nights (Diana Krall
- 2017 - Turn Up the Quiet

Con Scott Hamilton
- 1979 - Tenorshoes
- 1991 - Race Point

Con Rosemary Clooney
- 1979 - Rosemary Clooney Sings the Songs of Ira Gershwin
- 1993 - Still on the Road

Con Ernestine Anderson
- 1979 - Sunshine
- 1983 - Big City
- 1989 - Boogie Down

Con Gene Harris
- 1987 - Tribute to Count Basie
- 1989 - Listen Here!
- 1989 - Live at Town Hall N.Y.C.

Con Michael Bublé
- 2005 - It's Time
- 2007 - Call Me Irresponsible
- 2010 - Special Delivery
- 2016 - Nobody But Me